# Rina Gigli
Rina Gigli (Nàpols, 31 de gener de 1916 – Recanati, 22 d'agost de 2000) fou una soprano operística italiana.

## Biografia
Fou filla del tenor i actor italià Benimiano Gigli. Rina debutà amb èxit el 23 de maig de 1943 al Teatre Regio de Parma en el paper de Violetta de La traviata de Giuseppe Verdi, al costat del seu pare.
Al llarg de la seva carrera va actuar als teatres italians i mundials més importants: Teatro dell'Opera di Roma, Teatre Colón de Buenos Aires, Covent Garden de Londres, Teatro alla Scala de Milà i Teatro Real de Madrid, entre d'altres. Al seu repertori destacà en Mimì de La Bohème de Giacomo Puccini, Manon, Nedda en Pagliaci de Ruggero Leoncavallo, Desdemona en Otello de Giuseppe Verdi i Violetta de La traviata.
La seva carrera es va desenvolupar al llarg de 35 anys. La seva actuació de comiat dels escenaris va tenir lloc el 1971 al Teatro San Carlo de Nàpols en Pagliaci.
Es va casar amb el baix Plinio Clabassi. En morir va ser sebollida a Recanati al costat del seu pare.

## Discografia
- Carmen (en italià), amb Ebe Stignani, Benimiano Gigli, Gino Bechi, dir. Vincenzo Bellesa - EMI 1949
- L'amic Fritz, amb Benimiano Gigli, Afro Poli, Miriam Pirazzini, dir. Gianandrea Gavazzeni - en directe, Nàpols 1951
- L'elisir d'amore, amb Benimiano Gigli, Italo Tajo, Giuseppe Taddei, dir. Gianandrea Gavazzeni - en directe Nàpols 1953